# Rudra baurensis
Rudra baurensis är en spindelart som beskrevs av Badcock 1932. Rudra baurensis ingår i släktet Rudra och familjen hoppspindlar. Inga underarter finns listade i Catalogue of Life.